# Max Tietböhl

Max Tietböhl

Max Ernst Emil Tietböhl (* 8. Februar 1902 in Breest; † unbekannt) war ein deutscher Politiker (NSDAP).

## Leben und Tätigkeit
Tietböhl war ein Sohn des Oberpostschaffners Hermann Tietböhl und seiner Ehefrau Bertha Tietböhl, geb. Rose. In den 1920er Jahren trat Tietböhl in die NSDAP ein. 1927 wurde er Ortsgruppenleiter und Kreisleiter der NSDAP in Pyritz. Später war er Bezirksleiter der Partei von fünf Kreisen in Mittelpommern.
Anlässlich der Wahl zum Preußischen Landtag des Jahres 1932 zog Tietböhl als Abgeordneter seiner Partei in den Preußischen Landtag ein, dem er anschließend knapp eineinhalb Jahre lang, bis zur Auflösung dieser Körperschaft im Herbst 1933, angehörte.
Bei der Reichstagswahl vom November 1933 wurde Tieböhl in den – nach dem März 1933 einem reinen Repräsentations- und Akklamationsorgan herabgesunkenen – Reichstag gewählt, dem er anschließend bis zum März 1936 als Abgeordneter der NSDAP für den Wahlkreis 6 (Pommern) angehörte.
Tietböhl war ferner Gaubetriebszellenobmann der NSDAP im Gau Pommern und Bezirksleiter der Deutschen Arbeitsfront im Bezirk Pommern. 
1936 wurde Tietböhl zum Leiter der Reichsbetriebsgemeinschaft Holz in Berlin ernannt.
Im Berliner Adressbuch von 1943 ist Tietböhl noch als Reichsamtsleiter mit Wohnsitz in der Landecker Straße 10 in Schmargendorf nachweisbar.

## Ehe und Familie
Tietböhl hatte mindestens eine Schwester Ida Wilhelmine Hermine Tietböhl (* 14. Januar 1896 in Jarmen). Zwei Brüder, Otto und Wilhelm, starben im Ersten Weltkrieg.

## Schriften
- Die Holzbauindustrie im Leistungskampf der deutschen Betriebe. Vortrag auf der Mitgliederversammlung der Fachuntergruppe Holzhaus-, Hallen- und Barackenbau am 28. Nov. 1938 in Köln, s. l. 1938.